# Anton Schmaus (Widerstandskämpfer)

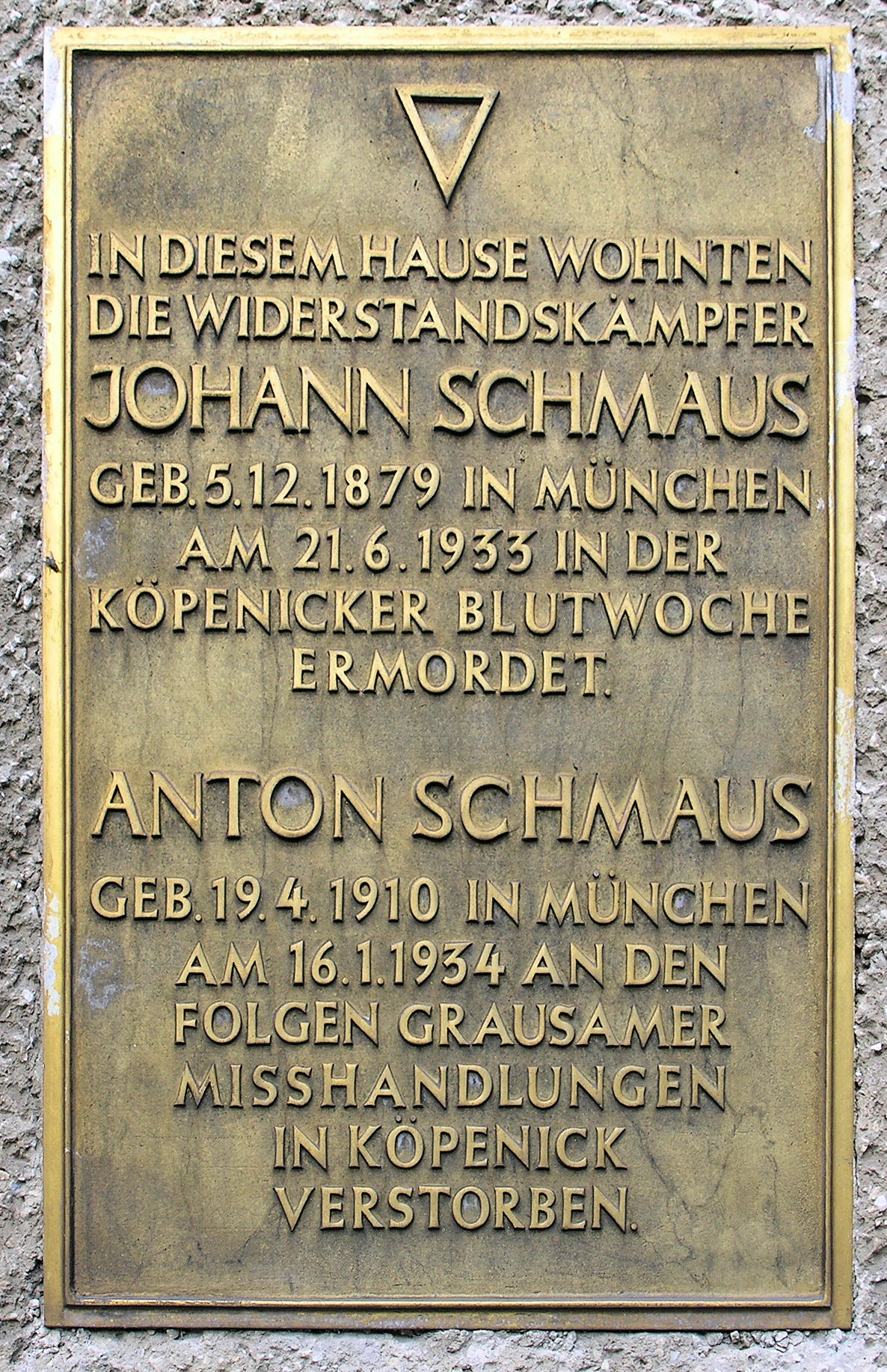
Gedenktafel am Haus Schmausstraße 2 in Berlin-Köpenick

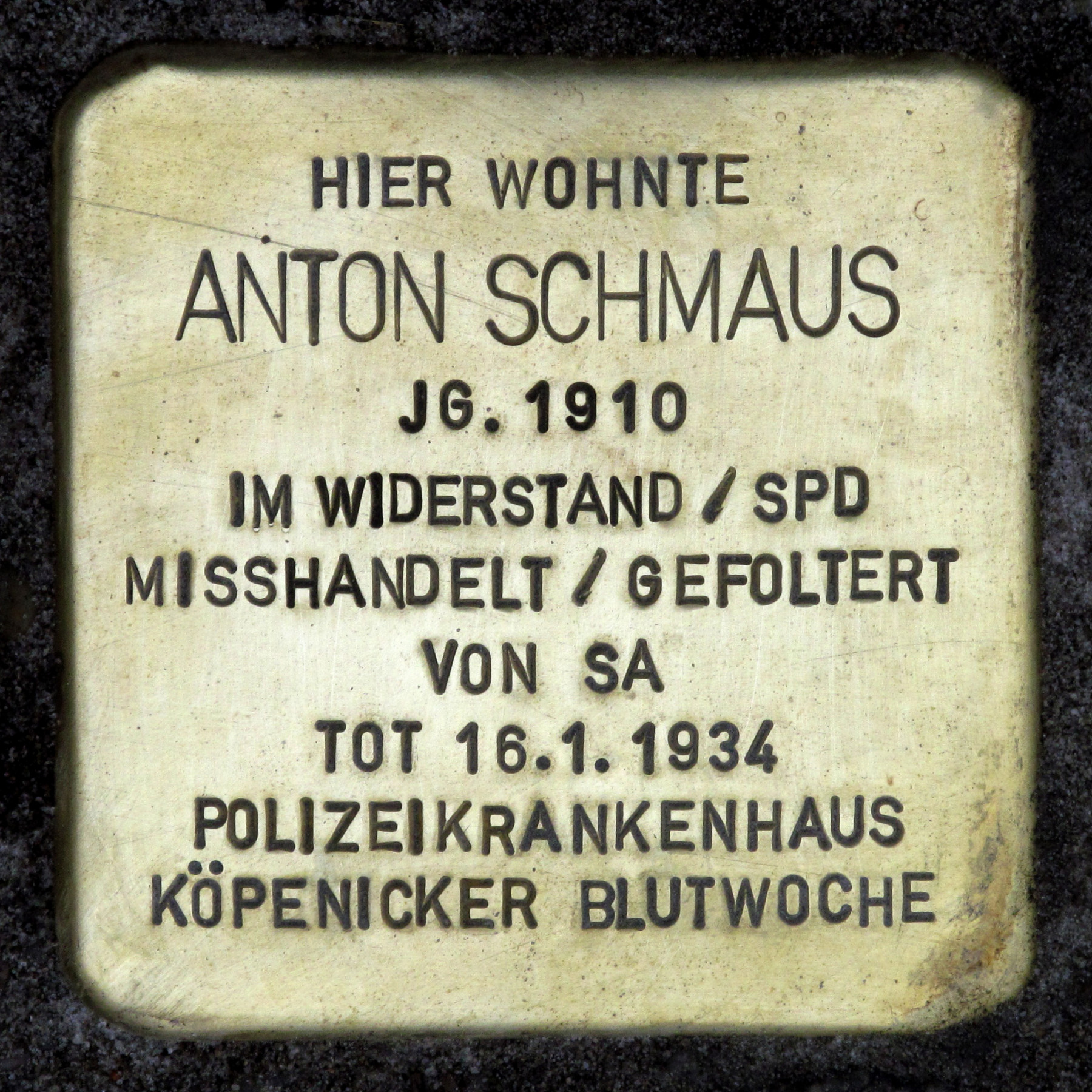
Stolperstein am Haus Schmausstraße 2

Anton Schmaus (geboren am 19. April 1910 in München; gestorben am 16. Januar 1934 im Polizeikrankenhaus Berlin-Mitte) war ein deutscher Zimmermann und Sozialdemokrat, der ein Opfer der Köpenicker Blutwoche wurde.

## Leben
Als Sohn von Johann Schmaus und seiner Frau Margarethe (gest. Juli 1943 in Posen) wuchs Anton Schmaus in einem sozialdemokratischen Elternhaus auf. Er besuchte nach seiner Gesellenprüfung zum Zimmermann Abendkurse einer Baufachschule mit dem Berufswunsch, Architekt zu werden. Schmaus war Mitglied der SPD, der Sozialistischen Arbeiter-Jugend und der Republikschutzorganisation Reichsbanner Schwarz-Rot-Gold.
Die Köpenicker Sturmabteilung (SA) der NSDAP hatte seit Hitlers „Machtergreifung“ den Terror gegen Sozialdemokraten, Kommunisten und Juden verstärkt. Am 2. Mai 1933 waren die Gewerkschaften verboten worden. Am 9. Mai wurden die Zeitungen und das Vermögen des Reichsbanners beschlagnahmt. Unter dem Vorwand, der Deutschnationale Kampfring der DNVP, Hitlers Koalitionspartner, sei von Kommunisten und Sozialdemokraten unterwandert, planten Hitler, Goebbels und Göring auch die letzten Widerstände in der Arbeiterbewegung zu brechen. Am 22. Juni wurde durch den Innenminister Wilhelm Frick der SPD jede politische Betätigung untersagt, die Abgeordnetenmandate annulliert, das Vermögen der Partei eingezogen und zirka 3000 Funktionäre inhaftiert.
Am 20. Juni 1933 plante die SA-Köpenick unter der Leitung von Herbert Gehrke (SA-Sturm 1/15) Angriffe auf ihre politischen Gegner. Am Vormittag des 21. Juni 1933 wurden viele Wohnungen in Köpenick widerrechtlich durchsucht, auch die der Familie Schmaus. Zahlreiche Personen wurden verschleppt und misshandelt. Obwohl er auf dem Heimweg von der Lehranstalt von Freunden gewarnt wurde, ließ Anton sich davon nicht abschrecken und ging nach Hause in die Alte Dahlwitzer Straße 2 (heute Schmausstraße 2). Mitten in der Nacht drang die SA erneut in die Wohnung der Familie Schmaus ein. Anton Schmaus stellte sich ihr in den Weg und schoss in Notwehr auf die Eindringlinge. Zwei SA-Männer traf er tödlich, ein dritter wurde während des Schusswechsels verletzt und starb kurz danach.
Nur mit einer Badehose bekleidet, rettete sich Anton Schmaus durch den nahegelegenen Wald zum S-Bahnhof Hirschgarten, wo er um Hilfe bat. Begleitet von einem Bahnbeamten stellte er sich auf dem Köpenicker Polizeirevier 244. Der Polizei gelang es nur mit Mühe, den heranrückenden SA-Mob zurückzudrängen, sie brachte Anton Schmaus zu seinem eigenen Schutz am frühen Morgen des 22. Juni 1933 in das Polizeipräsidium am Alexanderplatz. Noch in Köpenick wurde der Transport von einem 80 Mann starken SA-Trupp angehalten, der vergeblich die Herausgabe von Schmaus forderte. Angehörige des Köpenicker SA-Kommandos mit ihrem Anführer Herbert Gehrke an der Spitze verfolgten den Transport Richtung Innenstadt und spürten Schmaus im Polizeipräsidium auf. Trotz Bewachung durch zwei Schutzpolizisten wurde Schmaus hier durch einen Schuss von Gehrke in den Rücken schwer verletzt. Die Polizei lieferte Anton Schmaus in das Polizeikrankenhaus in Berlin-Mitte ein. Anton war von der Hüfte abwärts gelähmt. Mitte Januar 1934 holte ihn die SA aus dem Polizeikrankenhaus zu einem „Verhör“. Am 16. Januar 1934 starb der von frischen körperlichen Misshandlungen gezeichnete Schmaus im Polizeikrankenhaus.
Die Köpenicker SA nahm den Tod ihrer Leute zum Anlass für ein ungebremst gewaltsames Vorgehen gegen Hunderte ihrer Gegner. Die Nationalsozialisten nutzten die Schüsse und die zwei toten SA-Männer für reichsweite Propagandazwecke und für das Verbot der SPD am 22. Juni 1933. Am 25. Juli 1933 erging vom Reichsjustizminister Franz Gürtner für diese wie auch für andere mit der „Machtergreifung“ zusammenhängende Straftaten, ein „Gnadenerweis“.
Die von Anton Schmaus erschossenen SA Männer Walter Apel und Robert Greul wurden durch Straßenumbenennungen, Walter-Apel-Straße anstatt Alte Dahlwitzer Straße und Robert-Greul-Platz anstatt Dahlwitzer-Platz und durch ein Staatsbegräbnis als Helden des „Dritten Reiches“ gefeiert. Joseph Goebbels nahm an diesem Begräbnis teil.
Antons Vater, Johannes Schmaus, wurde von der SA am 22. Juni 1933 in seinem eigenen Stallgebäude neben dem Haus erhängt, um einen Selbstmord vorzutäuschen. Seine Mutter Katharina Schmaus und die 13-jährige Schwester Margareta verschleppte SA in das Amtsgerichtsgefängnis Köpenick. In Anwesenheit der Schwester wurde Katharina Schmaus dort schwer misshandelt, anschließend musste sie monatelang im Krankenhaus behandelt werden. Die fünf Kinder von Johann Schmaus flüchteten zum Teil vorübergehend ins Ausland. Die Familie wurde von den Nationalsozialisten wenige Monate später enteignet, mit der Begründung, durch die Tat des jüngsten Sohnes Anton sei das Vermögen der Familie als „staatsfeindlich“ zu betrachten.

## Gedenken
- Am 31. Juli 1947 erfolgte die Umbenennung seiner Wohnstraße „Alte Dahlwitzer Straße“ in „Schmausstraße“.[7]
- Gedenktafeln am Wohnhaus (Schmausstraße 2) und am Essenplatz 1 erinnern an Anton Schmaus.
- Johann- und Anton-Schmaus-Oberschule Kiekebuschstraße, Berlin-Köpenick.
- Ein Stolperstein in der Schmausstraße 2 erinnert seit dem 2. Dezember 2013 an seine Ermordung.
- Kinder- und Jugendzentrum Anton Schmaus in Berlin-Neukölln, Gutschmidtstraße 37 der SJD – Die Falken
- Anton-Schmaus-Straße in Bergkamen